# Jeux olympiques d'été de 1964
Pour les articles homonymes, voir Jeux olympiques de 1964 et Jeux olympiques de Tokyo.
Les Jeux olympiques d'été de 1964, Jeux de la XVIIIe olympiade de l'ère moderne, sont célébrés à Tokyo, au Japon, du 10 au 24 octobre 1964. Il s'agit de la première fois que le continent asiatique accueille l'événement.
Tokyo avait déjà été choisie en 1936 par le Comité international olympique (CIO) pour organiser les Jeux olympiques d'été de 1940 à l'occasion du 2 600e anniversaire de la fondation dynastique japonaise, mais la Seconde Guerre mondiale et notamment la guerre sino-japonaise commencée dès 1937, avaient forcé leur annulation.
Vingt-quatre ans plus tard, les dirigeants japonais souhaitent montrer que leur pays s'était relevé de la guerre. Afin de montrer leur puissance économique, ils décident d'investir d'énormes capitaux dans la construction d'installations sportives ultra-modernes.
Ces Jeux olympiques sont un succès populaire : deux millions de billets sont vendus sur les différents sites olympiques.

## Élection de la ville hôte
Le Comité international olympique confie l'organisation des Jeux olympiques d'été de 1964 à la ville de Tokyo au cours de la 55e session du 26 mai 1959 à Munich.
| Villes    | Pays       | 1er tour |
| Tokyo     | Japon      | 34       |
| Détroit   | États-Unis | 10       |
| Vienne    | Autriche   | 9        |
| Bruxelles | Belgique   | 5        |

## Sites olympiques
- Le stade olympique, stade national d'athlétisme de Kasumigaoka, se situe dans l'arrondissement de Shinjuku. Il accueille les compétitions d'athlétisme, de football et certaines épreuves d'équitation.

Autres sites olympiques :
- Tōkyō Metropolitan Gymnasium : gymnastique
- Tōkyō Metropolitan Indoor Swimming Pool : water-polo
- Gymnase olympique de Yoyogi : natation, plongeon et saut en hauteur
- National Gymnasium Annex : basket-ball
- Shibuya Public Hall : haltérophilie
- Komazawa : lutte, volley-ball, hockey sur gazon
- Waseda Memorial Hall : escrime
- Korakuen Ice Palace : boxe
- Nippon Budokan Hall : judo
- Toda : aviron
- Lac Sagami : canoë-kayak
- Hachioji : cyclisme
- Karuizawa : équitation
- Asaka : tir
- Enoshima : voile
- Les épreuves de football se déroulent aux stades Prince Chichibu Memorial, Komazawa, au stade du parc Omiya et Mitsuzawa.

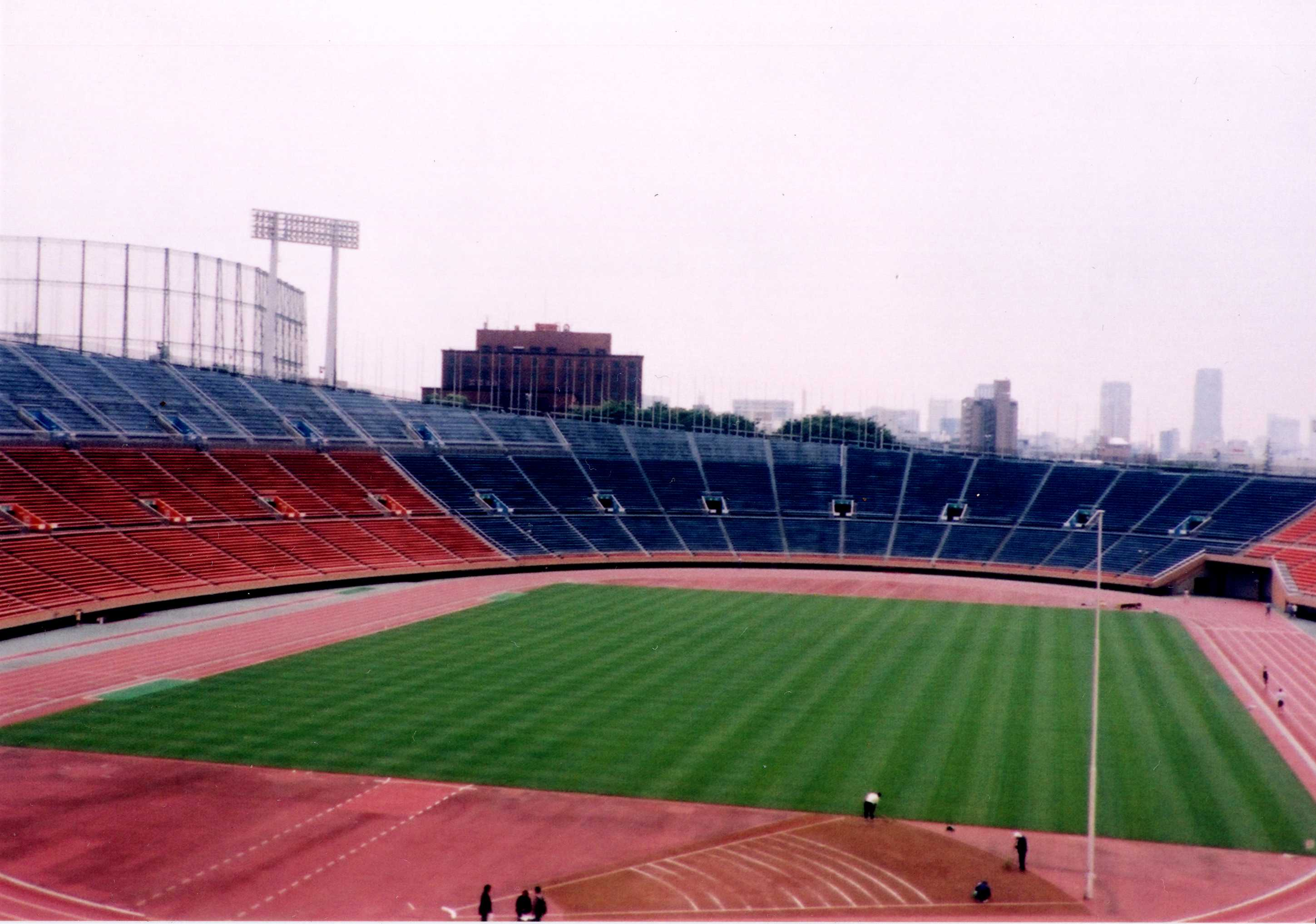
L'intérieur du stade olympique.
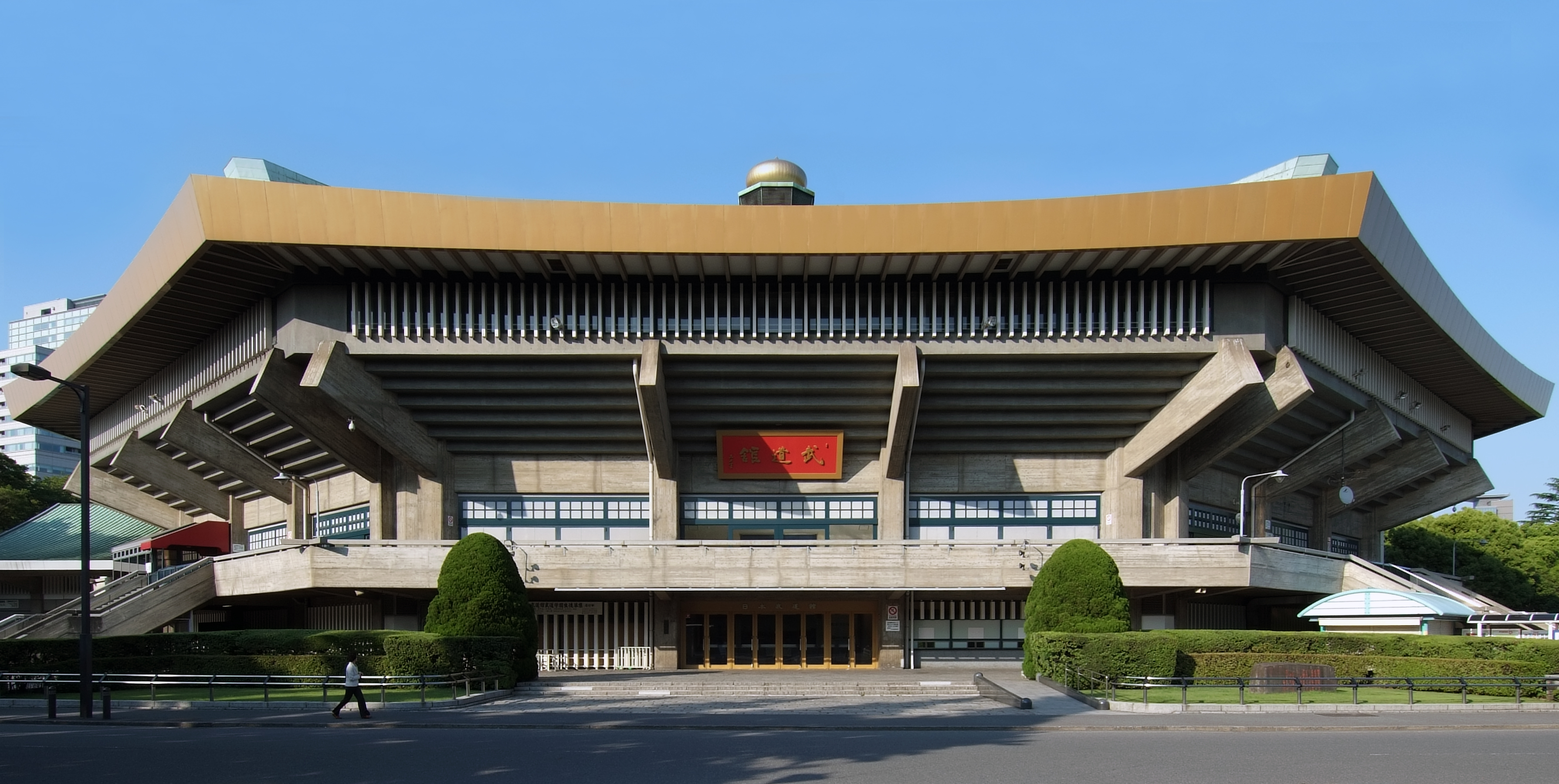
La salle de judo Budokan.

## Cérémonie d'ouverture

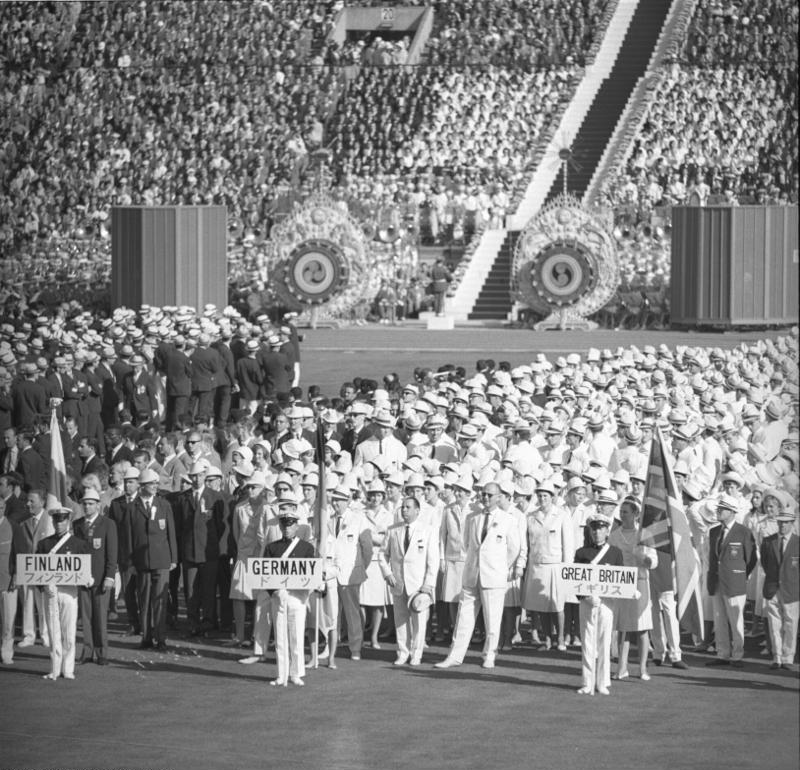
Les délégations de Finlande, de l'équipe unifiée d'Allemagne et de Grande-Bretagne, lors de la cérémonie d'ouverture.

L'ouverture officielle des Jeux a été déclarée par l'Empereur Hirohito le 10 octobre 1964 devant 90 000 spectateurs du stade olympique de Tokyo.
Les délégations les plus nombreuses étaient celles de l'équipe unifiée d'Allemagne, des États-Unis et du Japon. La flamme olympique était portée par Yoshinori Sakai, citoyen japonais né à Hiroshima le 6 août 1945, jour du bombardement par la bombe atomique.
La cérémonie d'ouverture se poursuivit par un lâcher de 12 000 ballons multicolores, et par l'envolée de 8 000 pigeons. Pour conclure, trois coups de canons éclatent tandis que les cinq anneaux olympiques étaient dessinés dans le ciel par cinq avions des forces aériennes japonaises.
Ce sont les premiers JO diffusés en direct, grâce notamment au satellite.

## Nations participantes

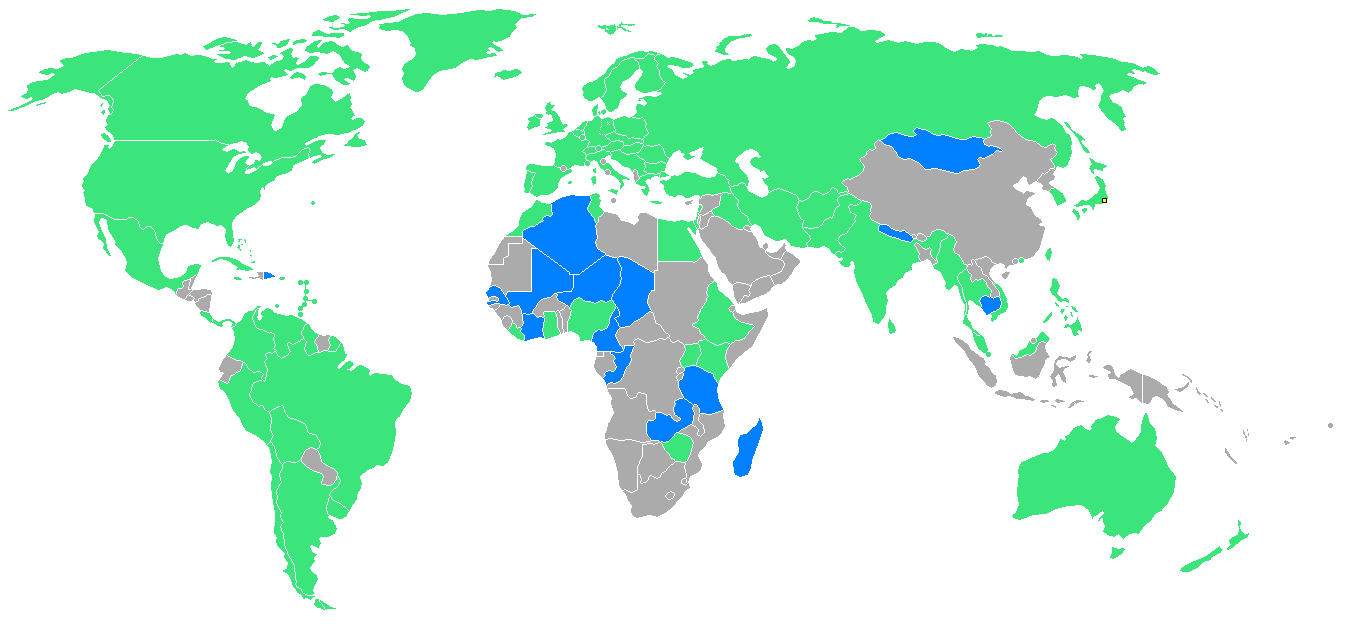
Pays participants en 1964.
Pays participant pour la première fois.
Pays ayant déjà participé.

94 nations étaient présentes aux Jeux olympiques de 1964. 14 d'entre elles, issues en majorité du continent africain, ont fait leur première apparition à Tokyo : l'Algérie, le Cameroun, le Sénégal, le Tchad, Madagascar, la Côte d'Ivoire, la République du Congo (Congo-Brazzaville), la Rhodésie du Nord (aujourd'hui la Zambie), le Mali, la République dominicaine, le Niger, la Mongolie, le Népal et le Tanganyika.
Le nombre de nations passa à 93 pays à la suite du forfait de la Libye après la cérémonie d'ouverture. Comme en 1956 et 1960, les sportifs de l'Allemagne de l'Ouest et de l'Allemagne de l'Est participèrent aux compétitions sous une seule bannière, celle de l'Équipe unifiée d'Allemagne.
Avant les Jeux, le CIO prit une décision majeure, celle de ne pas inviter l'Afrique du Sud en raison de sa politique d'apartheid. Le gouvernement de ce pays avait sélectionné une équipe composée pour la première fois de Blancs et de Noirs mais refusait qu'ils voyagent dans le même avion et qu'ils résident dans le même village olympique. Par ailleurs, la Chine, absente depuis 1956, renonça une nouvelle fois à participer aux Jeux olympiques, ne souhaitant pas s'aligner aux côtés de Taïwan.
| Afrique | Amériques | Asie | Europe | Océanie                        |
| - Algérie - Cameroun - République du Congo - Côte d'Ivoire - Éthiopie - Ghana - Kenya - Liberia - Libye - Madagascar - Mali - Maroc - Niger - Nigeria - Ouganda - Rhodésie - Rhodésie du Nord - Sénégal - Tanzanie - Tchad - Tunisie - République arabe unie | - Antilles néerlandaises - Argentine - Bahamas - Bermudes - Bolivie - Brésil - Canada - Chili - Colombie - Costa Rica - Cuba - République dominicaine - États-Unis - Guyana - Jamaïque - Mexique - Panama - Pérou - Porto Rico - Trinité-et-Tobago - Uruguay - Venezuela | - Afghanistan - Birmanie - Cambodge - Ceylan - Corée du Sud - Hong Kong - Inde - Iran - Irak - Israël - Japon - Liban - Malaisie - Mongolie - Népal - Pakistan - Philippines - Taïwan - Thaïlande - Viêt Nam | - Autriche - Belgique - Bulgarie - Danemark - Équipe unifiée d’Allemagne - Espagne - Finlande - France - Grande-Bretagne - Grèce - Hongrie - Irlande - Islande - Italie - Liechtenstein - Luxembourg - Monaco - Norvège - Pays-Bas - Pologne - Portugal - Roumanie - Suède - Suisse - Tchécoslovaquie - Turquie - Union soviétique - Yougoslavie | - Australie - Nouvelle-Zélande |
| 22 pays | 22 pays | 20 pays | 29 pays | 2 pays                         |

## Compétition

### Sports et résultats
Le judo et le volley-ball firent leur première apparition officielle lors de ces Jeux olympiques. Au total, 19 sports et 163 épreuves figurèrent au programme de ces jeux de 1964.
| - Athlétisme (36) - Aviron (7) - Basket-ball (1) - Boxe (10) - Canoë-kayak (7) - Cyclisme (7) - Équitation (6) - Escrime (8) | - Football (1) - Gymnastique (14) - Haltérophilie (7) - Hockey sur gazon (1) - Judo (4) - Lutte (16) - Pentathlon moderne (2) | - Sports aquatiques Natation (18) Plongeon (4) Water-polo (1) - Tir (6) - Voile (5) - Volley-ball (2) |

### Faits marquants
Athlétisme

Résultats détaillés

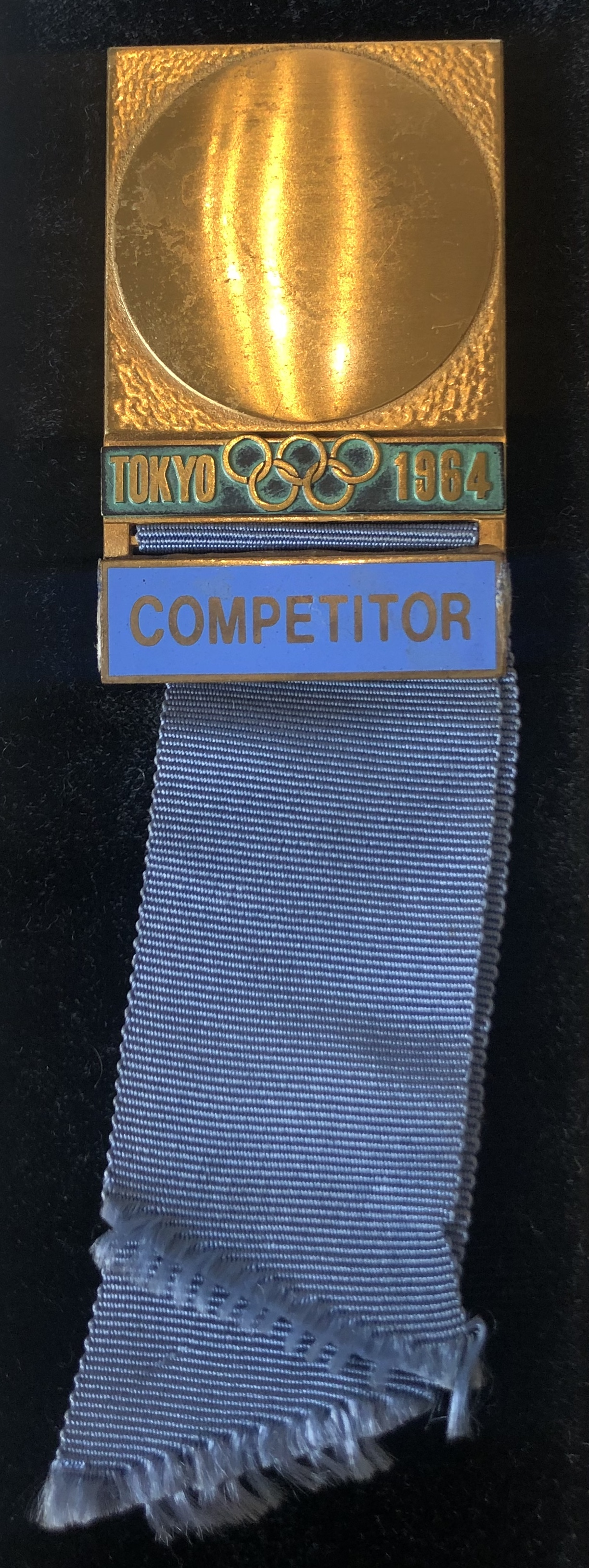
Médaille d'or du navigateur irlandais Eddie Kelliher.

Pour la dernière fois, les épreuves d'athlétisme se disputent sur une piste en cendrée. À Mexico en 1968, le tartan deviendra le revêtement officiel. L'Éthiopien Abebe Bikila, vainqueur du marathon de Rome en 1960, conserve son titre, cette fois-ci avec des chaussures. Il devient le premier double champion olympique du marathon. Quatre ans après sa médaille d'argent, le Russe Valeri Brumel remporte l'épreuve du saut en hauteur en réalisant 2,18 m à son premier essai. Le citoyen des États-Unis Bob Hayes remporte le 100 mètres et son compatriote Henry Carr le 200 mètres. Au lancer du disque, Al Oerter remporte sa troisième médaille d'or consécutive. Il en obtiendra une quatrième à Mexico en 1968. Le Néo-Zélandais Peter Snell réalise un doublé sur 800 et 1 500 mètres.
Aviron

Résultats détaillés

Le rameur russe Vyacheslav Ivanov est champion olympique en "skiff" pour la troisième fois.
Basket-ball

Résultats détaillés

Boxe

Résultats détaillés

Avant de devenir professionnel un an plus tard, le citoyen des États-Unis Joe Frazier remporte la médaille d’or des poids lourds face à l’Allemand Hans Huber.
Canoë-kayak

Résultats détaillés

Cyclisme

Résultats détaillés

Le premier contrôle antidopage de l'histoire des Jeux olympiques est effectué après le contre-la-montre cycliste par équipes, il s'avèrera négatif.
Équitation

Résultats détaillés

Le Français Pierre Jonquères d'Oriola remporte en saut d’obstacles la médaille d’or individuelle et la médaille d’argent par équipes.
Escrime

Résultats détaillés

Football

Résultats détaillés

Gymnastique

Résultats détaillés

La Tchécoslovaque Věra Čáslavská remporte trois médailles d'or. Comme en 1956 et 1960, la soviétique Larissa Latynina confirme sa suprématie en gymnastique. Elle remporte deux médailles de chaque métal pour un total de 18 médailles olympiques dans sa carrière. Elle est également l’une des quatre athlètes, tous sports confondus, à avoir remporté neuf titres olympiques.
Haltérophilie

Résultats détaillés

Hockey sur gazon

Résultats détaillés

Judo

Résultats détaillés

Pour sa première apparition aux jeux, le judo permet au Japon de remporter trois des quatre titres. L'unique défaite nipponne est vécue comme un deuil national : Akio Kaminaga, l'idole du pays, est battu par le Néerlandais Anton Geesink.
Lutte

Résultats détaillés

Le Hongrois Imre Polyák remporte enfin la médaille d’or après avoir terminé deuxième dans la catégorie gréco-romaine au cours des trois Jeux précédents.
Natation

Résultats détaillés

Des plaques sensibles au toucher sont installées dans le bassin pour chronométrer les temps. Héros de ces Jeux olympiques de Tokyo, l'Américain Don Schollander devient le premier nageur à récolter quatre médailles d'or au cours de la même olympiade. Son compatriote Stephen Clark glane quant à lui trois titres olympiques. Dawn Fraser remporte le 100 mètres nage libre pour les troisièmes Jeux consécutifs.

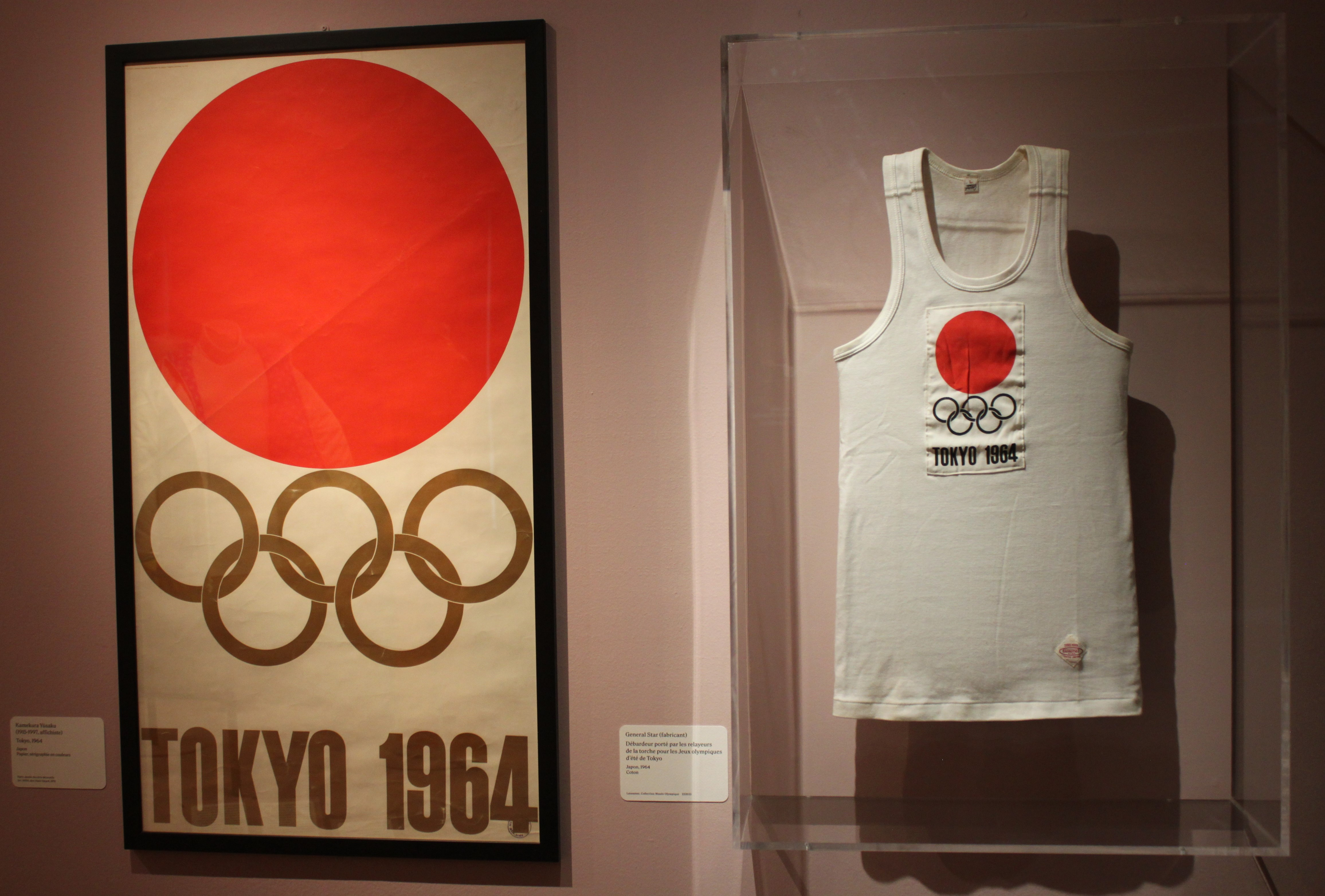
Maillot Tokyo 1964 (musée des Arts décoratifs, Paris, 2023-2024).

Pentathlon moderne

Résultats détaillés

Tir

Résultats détaillés

Voile

Résultats détaillés

Volley-ball

Résultats détaillés

### Records de médailles
| Athlète            | Pays             | Sport       | Médaille d'or, Jeux olympiques | Médaille d'argent, Jeux olympiques | Médaille de bronze, Jeux olympiques | Total |
| Donald Schollander | États-Unis       | Natation    | 4                              | 0                                  | 0                                   | 4     |
| Věra Čáslavská     | Tchécoslovaquie  | Gymnastique | 3                              | 1                                  | 0                                   | 4     |
| Yukio Endo         | Japon            | Gymnastique | 3                              | 1                                  | 0                                   | 4     |
| Sharon Stouder     | États-Unis       | Natation    | 3                              | 1                                  | 0                                   | 4     |
| Stephen Clark      | États-Unis       | Natation    | 3                              | 0                                  | 0                                   | 3     |
| Larissa Latynina   | Union soviétique | Gymnastique | 2                              | 2                                  | 2                                   | 6     |
| Polina Astakhova   | Union soviétique | Gymnastique | 2                              | 1                                  | 1                                   | 4     |
| Kathleen Ellis     | États-Unis       | Natation    | 2                              | 0                                  | 2                                   | 4     |

### Tableau des médailles
Pour la première fois depuis les jeux de 1952, les États-Unis terminent premiers au classement des médailles avec notamment 36 titres olympiques. Le Japon, pays organisateur, troisième au total, remporte 29 médailles cumulées.
(rang = nombre de médailles d'or remportées)
| Rang | Pays / Équipe              | Médaille d'or, Jeux olympiques | Médaille d'argent, Jeux olympiques | Médaille de bronze, Jeux olympiques | Total |
| 1    | États-Unis                 | 36                             | 26                                 | 28                                  | 90    |
| 2    | Union soviétique           | 30                             | 31                                 | 35                                  | 96    |
| 3    | Japon                      | 16                             | 5                                  | 8                                   | 29    |
| 4    | Équipe unifiée d'Allemagne | 10                             | 22                                 | 18                                  | 50    |
| 5    | Italie                     | 10                             | 10                                 | 7                                   | 27    |
| 6    | Hongrie                    | 10                             | 7                                  | 5                                   | 22    |
| 7    | Pologne                    | 7                              | 6                                  | 10                                  | 23    |
| 8    | Australie                  | 6                              | 2                                  | 10                                  | 18    |
| 9    | Tchécoslovaquie            | 5                              | 6                                  | 3                                   | 14    |
| 10   | Grande-Bretagne            | 4                              | 12                                 | 2                                   | 18    |
| 11   | Bulgarie                   | 3                              | 5                                  | 2                                   | 10    |
| 12   | Finlande                   | 3                              | 0                                  | 2                                   | 5     |
| 12   | Nouvelle-Zélande           | 3                              | 0                                  | 2                                   | 5     |
| 14   | Roumanie                   | 2                              | 4                                  | 6                                   | 12    |
| 15   | Pays-Bas                   | 2                              | 4                                  | 4                                   | 10    |
| 16   | Turquie                    | 2                              | 3                                  | 1                                   | 6     |
| 17   | Suède                      | 2                              | 2                                  | 4                                   | 8     |
| 18   | Danemark                   | 2                              | 1                                  | 3                                   | 6     |
| 19   | Yougoslavie                | 2                              | 1                                  | 2                                   | 5     |
| 20   | Belgique                   | 2                              | 0                                  | 1                                   | 3     |
| 21   | France                     | 1                              | 8                                  | 6                                   | 15    |
| 22   | Canada                     | 1                              | 2                                  | 1                                   | 4     |
| 22   | Suisse                     | 1                              | 2                                  | 1                                   | 4     |
| 24   | Éthiopie                   | 1                              | 0                                  | 0                                   | 1     |
| 24   | Bahamas                    | 1                              | 0                                  | 0                                   | 1     |
| 24   | Inde                       | 1                              | 0                                  | 0                                   | 1     |
| 27   | Corée du Sud               | 0                              | 2                                  | 1                                   | 3     |
| 28   | Trinité-et-Tobago          | 0                              | 1                                  | 2                                   | 3     |
| 29   | Tunisie                    | 0                              | 1                                  | 1                                   | 2     |
| 30   | Pakistan                   | 0                              | 1                                  | 0                                   | 1     |
| 30   | Philippines                | 0                              | 1                                  | 0                                   | 1     |
| 30   | Argentine                  | 0                              | 1                                  | 0                                   | 1     |
| 30   | Cuba                       | 0                              | 1                                  | 0                                   | 1     |
| 34   | Iran                       | 0                              | 0                                  | 2                                   | 2     |
| 35   | Irlande                    | 0                              | 0                                  | 1                                   | 1     |
| 35   | Ghana                      | 0                              | 0                                  | 1                                   | 1     |
| 35   | Brésil                     | 0                              | 0                                  | 1                                   | 1     |
| 35   | Kenya                      | 0                              | 0                                  | 1                                   | 1     |
| 35   | Mexique                    | 0                              | 0                                  | 1                                   | 1     |
| 35   | Nigéria                    | 0                              | 0                                  | 1                                   | 1     |
| 35   | Uruguay                    | 0                              | 0                                  | 1                                   | 1     |

## Médias
Grâce à la Mondovision, les Jeux olympiques sont suivis par 600 millions de téléspectateurs dans le monde. Les droits de télévision représentent à l'époque 1,577 million de francs. On note cette année-là l'arrivée du ralenti.

## Cinéma
Le film Rien ne sert de courir se déroule à Tokyo pendant ces Jeux olympiques ; on peut y voir un bref extrait de la cérémonie d'ouverture, et de compétitions d'athlétisme (course à pied, saut en hauteur).